# وترنیک
وترنیک (به صربی: Ветерник) شهری در استان خودمختار وویوودینا کشور صربستان است که جمعیت آن در سال ۲۰۰۶ میلادی ۲۱٫۴۸۴ نفر بوده‌است.